# (59389) Oskarvonmiller
(59389) Oskarvonmiller ist ein Asteroid des Hauptgürtels, der am 24. Mai 1999 von den slowakischen Astronomen Leonard Kornoš und Juraj Tóth am Astronomischen und geophysikalischen Observatorium Modra (IAU-Code 118) in Modra in der Slowakei entdeckt wurde, das von der Comenius-Universität Bratislava betrieben wird.
Der Himmelskörper wurde am 12. Januar 2017 nach dem deutschen Bauingenieur Oskar von Miller (1885–1934) benannt, der als Elektrotechniker,  Wasserkraftpionier und Begründer des Deutschen Museums bekannt wurde.